# 新贝德福德 (马萨诸塞州)

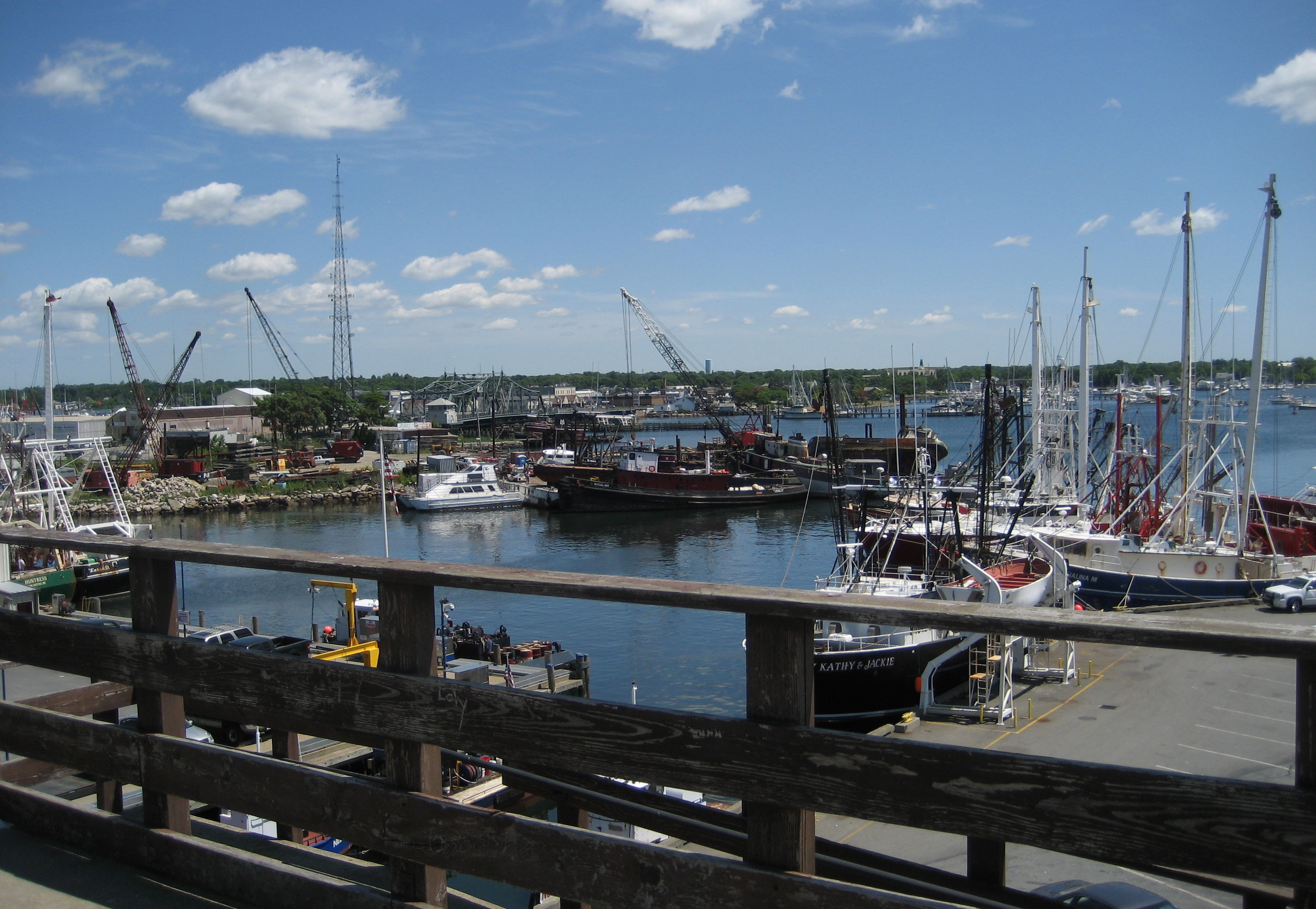
新贝德福德海港景觀

新贝德福德（英語：New Bedford），又译新贝福或牛背得福，位於布里斯托尔县，是美国麻萨诸塞州南部最大城市。

## 歷史
17世纪之前，该地的居民是印第安人。1654年，从欧洲来的殖民者开始在此定居。
19世纪中叶，由于对捕鯨业的垄断，新贝德福德得到极大的发展。当地人均收入在当时全世界的范围名列前茅。之后由于鲸油的销路因石油制品的推广而被压缩，再加上很多人因“淘金热”而移民加利福尼亚州，捕鲸业迅速衰落。1925年最后一艘捕鲸船从新贝德福德驶出。
新贝德福德还曾经是美国的纺织工业中心。一所马萨诸塞州纺织学院1895年建于该地，该学院是马萨诸塞大学达特茅斯分校的前身。但美国的纺织工业到了1940年代普遍开始走下坡路。
新贝德福德现在最主要的收入来自渔业和旅游业。该地有一座著名的新伯福捕鯨博物館，坐落于新伯福國立捕鯨歷史公園中心。
新贝德福德现在的居民将近10万，其中欧洲裔占多数，而又以葡萄牙裔和爱尔兰裔为主。亚洲人不到百分之一。葡萄牙共和国在该市设有一座领事馆。

## 外部連結
维基共享资源上的相關多媒體資源：新贝德福德